# Горки (Полтавская область)
Го́рки (укр. Гірки) — село, Виришальненский сельский совет, Лохвицкий район, Полтавская область, Украина.
Код КОАТУУ — 5322681904. Население по переписи 2001 года составляло 59 человек.

## Географическое положение
Село Горки находится на расстоянии в 0,5 км от села Кирсовка (Миргородский район) и в 2-х км от села Выришальное. По селу протекает пересыхающий ручей с запрудой.

## Экономика
- Молочно-товарная и птице-товарная фермы.